# Paul Straßmann

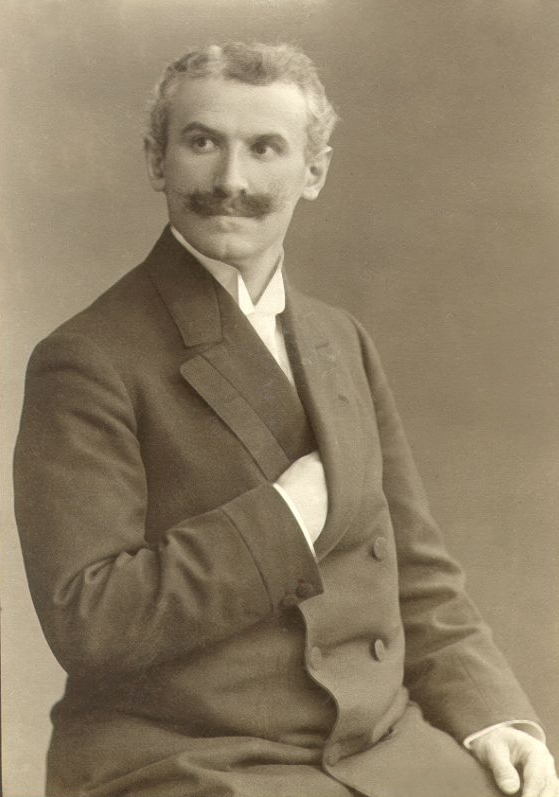
Paul Ferdinand Strassmann

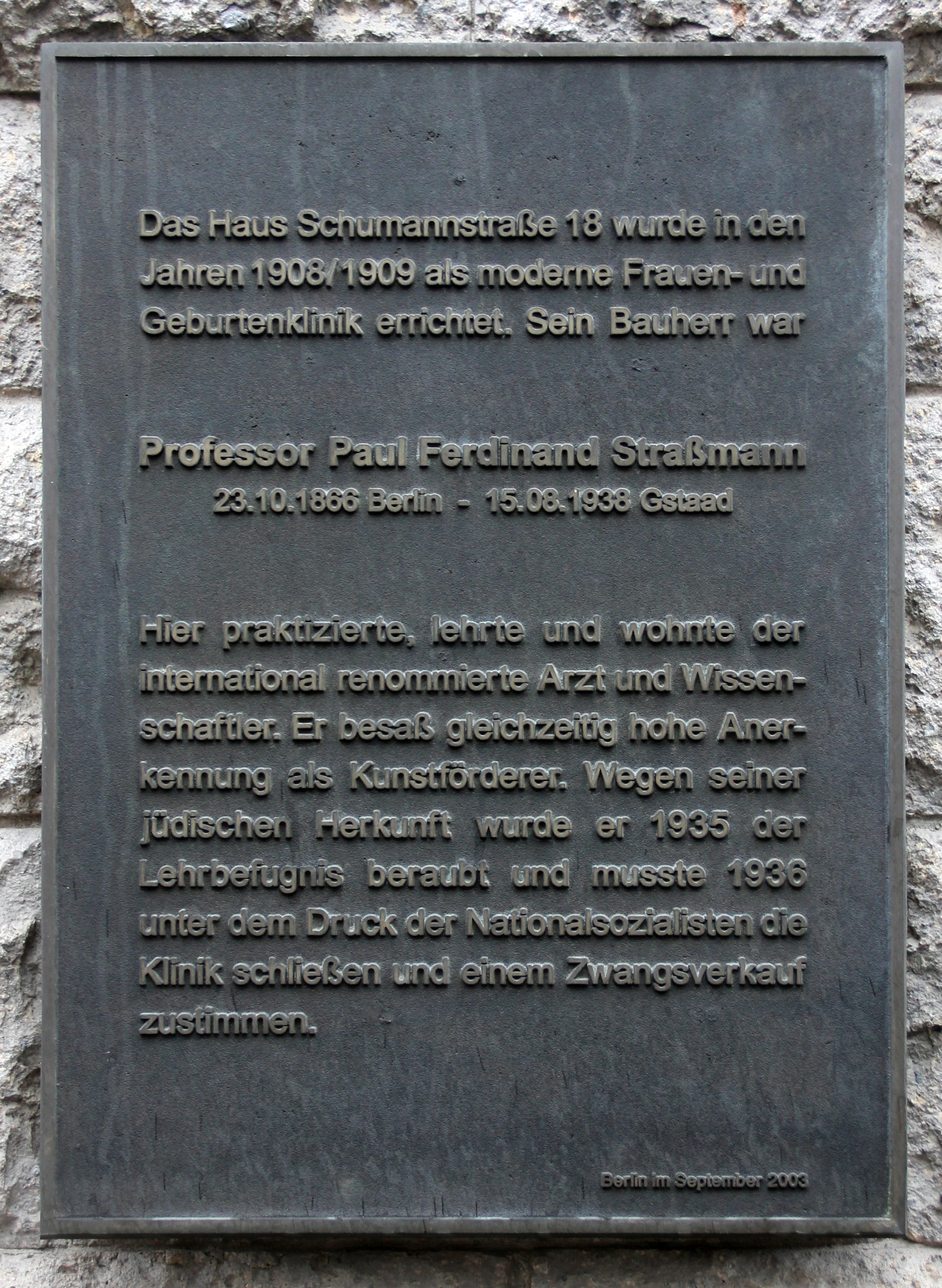
Gedenktafel am Haus, Schumannstraße 18, in Berlin-Mitte

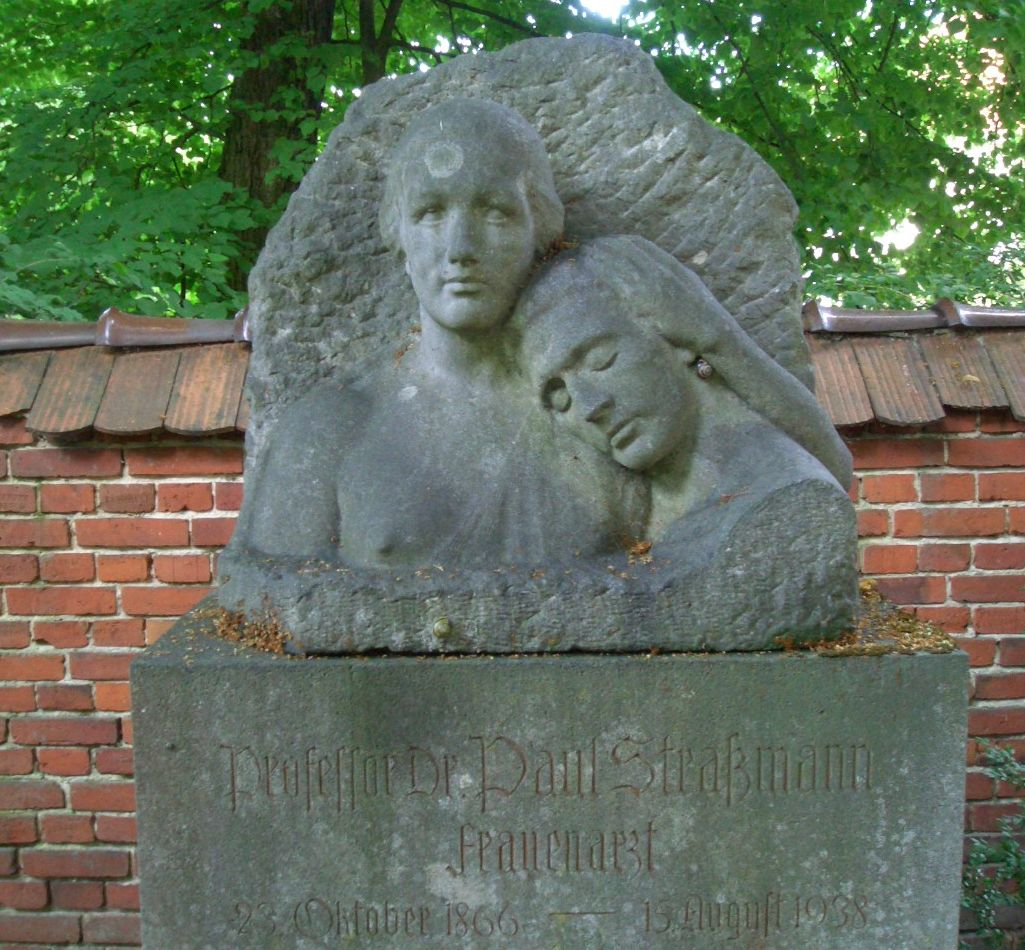
Grabstein in Berlin-Wannsee mit einer zu seinen Lebzeiten geschaffenen Skulptur von Adele Paasch

Paul Ferdinand Straßmann (auch Strassmann) (* 23. Oktober 1866 in Berlin; † 15. August 1938 in Gstaad) war ein deutscher Gynäkologe, der sich besondere Verdienste um die Geburtshilfe erworben hat.

## Leben
Paul Straßmann stammte aus einer bekannten jüdischen Familie, die aus der Provinz Posen stammend nach Berlin zog. Aus der Familie gingen bis 1913 acht Ärzte hervor, darunter so bekannte wie Ferdinand, Fritz und Wolfgang Straßmann. Paul Ferdinand wurde 1866 als ältester Sohn von Heinrich Straßmann (1834–1905), Königlicher Sanitätsrat, und Louise Levy in Berlin geboren. Er besuchte das Friedrichs-Gymnasium in Berlin, an welchem er mit 17 Jahren das schriftliche Abitur ablegte. Als Klassenbestem wurden ihm die mündlichen Prüfungen erlassen. Anschließend studierte er Medizin an den Universitäten in Berlin und Heidelberg. 1884 wurde er Mitglied der Berliner Burschenschaft Arminia. Wieder in Berlin war er Ko-Assistent Ernst von Bergmanns. Er promovierte 1889 unter Robert Michaelis von Olshausen mit einer Dissertation „Zur Lehre von der mehrfachen Schwangerschaft“ in Berlin. Von 1889 bis 1891 war er Assistent von Christian Adolf Hermann Löhlein an der Universitäts-Frauenklinik Gießen. Nach einem zweijährigen Studienaufenthalt in England arbeitete er von 1892 bis 1900 als Assistent bei Adolf Ludwig Sigismund Gusserow an der geburtshilflich-gynäkologischen Klinik der Charité. 1897 habilitierte sich Straßmann als Privatdozent für Geburtshilfe und Gynäkologie an der Berliner Universität.
Ab dem Jahr 1900 leitete Paul Straßmann eine von ihm gegründete Privat-Frauenklinik, die in der Schumannstraße 18 nach Plänen des Architekten Max Fraenkel 1908/1909 errichtet wurde. Die Familie hatte eine Stadtwohnung im Gebäude, dem Straßmann-Haus. Während des Ersten Weltkriegs war Straßmann ordinierender Chirurg im Lazarett Tempelhofer Feld, und 1918 wurde ihm der Ehrentitel eines Geheimen Sanitätsrats verliehen.
1904 wurde Paul Straßmann Sekretär der Berliner Gesellschaft für Geburtshilfe und Gynäkologie, 1925/6 deren Vorsitzender. 1906 wurde er zum Titularprofessor, 1919 zum außerplanmäßigen Professor ernannt. Er wurde 1911 zum Ehrendoktor der Universität Birmingham ernannt und wurde 1923 in den Senat der Berliner Universität gewählt, dem er bis 1925 angehörte. Die Straßmann-Klinik war sehr erfolgreich und aufgrund der operativen Fähigkeiten von Paul Straßmann weit bekannt, so dass sie von vielen Chirurgen und Gynäkologen besucht wurde, wie beispielsweise von William James und Charles Horace Mayo.
Paul Straßmann war deutschnational und gesellschaftsbewusst eingestellt und als weltlich erzogener Jude 1895 zum evangelischen Glauben konvertiert. Er war mit Hedwig Rosenbaum verheiratet und hatte zwei Söhne und zwei Töchter. Am bekanntesten ist die Schauspielerin und Sportfliegerin Antonie Straßmann. Sein Sohn Erwin Straßmann (1895–1972), wie sein Vater Professor für Gynäkologie, emigrierte mit Hilfe der Mayo-Brüder in die USA und wurde von ihnen an die Mayo-Klinik eingeladen.
Nach der Machtergreifung entzogen die Nationalsozialisten Paul Straßmann die Lehrbefugnis. Zugleich wurde seine Klinik geschlossen, mit anschließendem Zwangsverkauf und Umzug nach Berlin-Dahlem. 1938 fuhr das Ehepaar Straßmann zum Urlaub und zum Wiedersehen mit zwei emigrierten Töchtern in die Schweiz. Dort erlitt Paul Straßmann einen Riss der Bauchspeicheldrüse, an dem er am 15. August 1938 verstarb.
Paul Straßmann wurde auf dem Neuen Friedhof Wannsee beigesetzt. Das Familiengrab ist seit 1984 ein Ehrengrab der Stadt Berlin.
Am Straßmann-Haus, heute ein Bürogebäude, erinnert seit dem 10. September 2003 eine Gedenktafel an den verdienten Mediziner.

## Publikationen (Auswahl)
- Mitarbeit am Lehrbuch der Geburtshilfe von Franz von Winckel, (Leipzig 1888, 1893).
- Die operative Vereinigung eines doppelten Uterus. Zbl Gyn 43 (1908), 1322–1335

Wissenschaftliche Arbeiten über
- vaginale Operationsverfahren, extrauterine Schwangerschaften u. a. m. in Fachzeitschriften
- Blutkreislauf bei Neugeborenen
- Händedesinfektion und Lysoform
- Die plastische Herstellung des Cavum uteri durch Einpflanzung der Tube
- Sport und Frauenkrankheiten
- Anleitung zu aseptischer Geburtshilfe (Fachbuch, 1895)
- Aus der Medizin des Rinascimento (nach der Übersetzung von J.W. von Goethe über das Leben des Benvenuto Cellini)
- Arznei- und Diätverordnungen für die gynäkologische Praxis (Berlin 1912, 1931)
- Gesundheitspflege des Weibes (Leipzig 1913)

Mit dem Namen Straßmann sind bis heute die Straßmann-Operation (operative Korrektur bei Gebärmutterfehlbildung) und das Straßmann-Zeichen (auch Straßmann-Phänomen) zur Feststellung der bereits erfolgten Lösung der Plazenta nach der Geburt (ein Klopfen an der Gebärmutter ist an der Nabelschnur nicht mehr tastbar) verbunden.